# Pojken som lånade ut sin röst
Pojken som lånade ut sin röst är en svensk miniserie i fem delar från 1979, skriven och regisserad av Lasse Sarri. I rollerna ses Johan Kruse, Britt-Louise Tillbom och Per Waldvik.
Serien handlar om femårige Johan som i tur och ordning lånar ut sin röst, sina tankar, sin nyfikenhet, sin vilja och sin kärlek.
Serien sändes i fem tiominutersavsnitt dagligen mellan den 25 och 29 december 1979 i TV2. Den har sänts flera gånger i repris, bland annat i Björnes magasin 1988.

## Rollista
- Johan Kruse – Johan
- Britt-Louise Tillbom – Johans mamma Lotta
- Per Waldvik – Johans pappa Bosse
- Karin H. Larsson – Ulla
- Helge Skoog – berättare